# Церковь Троицы Живоначальной (Дядин)
Церковь Троицы Живоначальной (Свято-Троицкий храм) —  православный храм в хуторе Дядин Области Войска Донского, ныне Ростовской области; Волгодонская и Сальская епархия, Белокалитвенское благочиние.
Является памятником архитектуры конца XIX века, редким на Дону образцом церковной постройки в византийском стиле.
Адрес: Ростовская область, Белокалитвенский район, хутор Дядин, ул. Стаханова, 1А.

## История
Летом 1882 года казаки хуторов Дядина и Поцелуева, встречая архиепископа Донского и Новочеркасского Митрофана (Вицинского), проезжавшего в окружную станицу через хутор Дядин, выказали ему свое желание построить в этом хуторе церковь Во имя Святой Троицы. Архиепископ Митрофан благословил казаков на строительство церкви, и 30 ноября 1882 года на общем сходе двух хуторов, в присутствии хуторских атаманов, казаки дали Подписку в принятии решения о строительстве в хуторе церкви Во имя Святой Троицы. В январе 1883 года Каменский благочинный протоиерей Иоанн Тацинский осмотрел место, на котором жители хутора предполагали построить церковь, и составил соответствующий акт. Однако 31 марта 1883 года на заседании Донской духовной Консистории во время слушания дела о постройке церкви в хуторе Дядин, было принято решение отказать в строительстве храма из-за малочисленности предполагаемого прихода. 11 октября 1883 года Консистория повторно рассмотрела дело о строительстве церкви в хуторе Дядин и снова отказала жителям по прежним причинам.
Однако хуторские казаки не отказались от своего намерения и 14 февраля 1885 года в Донской духовной Консистории в третий раз слушалось дело о постройке церкви в хуторе Дядин. В этот раз было принято положительное решение о строительстве храма. 18 августа 1885 года Каменский благочинный священник Алексий Милютин осмотрел вновь избранное жителями хутора место и дал заключение о возможности возведения на нём церкви. 9 апреля 1886 года этим же благочинным священником была произведена закладка каменной церкви во имя Святой Троицы в хуторе Дядин.
Церковь строилась следующие восемь лет и 18 июля 1894 года Каменский благочинный протоиерей Алексий Милютин в сослужении пяти священников и трех диаконов освятил новый храм Во имя Святой Троицы в хуторе Дядин. Однако самостоятельный приход в хуторе был открыт только 15 января 1896 года, в состав которого вошли жители хутора Дядина и хутора Поцелуева. С 1894 года при церкви была открыта церковно-приходская школа, в 1896 году в ней училось 40 мальчиков и 24 девочки. В 1906 году в приходе также было открыто церковно-приходское училище.
После Гражданской войны, весной 1922 года, советской властью на Дону была проведена кампания по изъятию церковных ценностей, коснувшаяся и храма в хуторе Дядин. Свято-Троицкая церковь была закрыта в 1937 году, после Великой Отечественной войны она использовалась в качестве зернохранилища. В период разрушения храма исчезли кресты и главы, были утрачены многие архитектурные детали, разрушились паперти, окна и двери пришли в негодность. Только после многих лет, прошедших после распада СССР, в сентябре 2007 года, было получено благословение архиепископа Ростовского и Новочеркасского Пантелеимона на восстановление прихода, зарегистрированного в 2009 году. С этого момента храм стал возрождаться.
Его настоятелем является иерей Калабухов Александр Петрович (родился в 1974 году в Белой Калитве).

## Устройство храма
Церковь была построена как крестово-купольный храм и в плане представляет собой греко-латинский крест, с развитием композиции с запада на восток — от помещений колокольни и трапезной к полукруглому алтарю. Ядром сооружения является четверик храма, окруженный северным и южным притворами с полуциркульными сводами, алтарем и узким помещением трапезной. Её архитектурные элементы и декор восходят к средневековым традициям византийского храмового зодчества на территории Сербии и Болгарии.
Колокольня поднимается ввысь уменьшающимися ярусами — от четверика к четверику со скошенными углами и двум восьмерикам. Нижний четверик колокольни композиционно увязан с верхним четвериком и декоративными порталами — с центральным входным с запада и глухими с севера и юга. На гранях центрального зала храма располагались четыре иконы с изображением Святых Евангелистов. На стене арки у иконостаса размещались иконы «Рождество Богородицы» и «Рождество Христово». В центральном зале находилась икона «Божией Матери − Одигитрия», а также три иконы — «Христа Спасителя», «Божией Матери» и «двунадесятых праздников».